# Botnet Storm
La Botnet Storm o Worm Botnet Storm è una rete di computer zombie (o botnet) controllabile da remoto che è collegata al worm Storm (verme tempesta), un cavallo di Troia diffuso attraverso spam.
Alcuni hanno stimato che dal settembre 2007 è stata eseguita ovunque da 1 milioni fino a 50 milioni di computer.
Altre fonti hanno quantificato la botnet tra 250.000 e 1 milione di macchine compromesse.
Fu individuata la prima volta intorno al gennaio 2007, con il worm Storm diffuso con l'8% di tutto il malware dei computer con sistema operativo Windows.
Alcuni esperti pensano l'origine della botnet sia la Russian Business Network.